# Salíma Souakriová
Salíma Souakriová (* 6. prosince 1974 Alžír) je bývalá alžírská zápasnice–judistka.

## Sportovní kariéra
S judem začínala na předměstí Alžíru v Burdž al-Kiffan. V alžírské ženské reprezentaci se pohybovala od roku 1990 v superlehké váze do 48 kg. V roce 1992 startovala na olympijských hrách v Barceloně, kde využila dobrého nalosováni k postupu do semifinále proti Francouzce Cécile Nowakovou. S francouzskou favoritkou vydržela na tatami necelou minutu, když prohrála na ippon technikou uči-mata. Boj o třetí místo svedla s Kubánkou Amarilis Savónovou a po vyrovnaném průběhu prohrála verdiktem sudích na praporky. Obsadila dělené 5. místo. V roce 1996 se Savónovou prohrála ve druhém kole olympijských her v Atlantě minimálním bodovým rozdílem na koku. Přes opravy se probojovala do boje o třetí místo proti Španělce Yolandě Solerové. Vyrovnaný, pasivní zápas rozhodla její penalizace v polovině zápasu a prohrála na koku. Obsadila dělené páté místo.
Od roku 1997 startovala ve vyšší pololehké váze do 52 kg. V roce 2000 startovala na svých třetích olympijských hrách v Sydney, kde ve čtvrtfinále přílišnou pasivitou protaktizovala zápas s Japonkou Noriko Narazakiovou. V opravách se do bojů o medaile nedostala, obsadila dělené 7. místo. Olympijské medaile se nedočkala ani na čtvrtý pokus v roce 2004. Na olympijských hrách v Athénách prohrála ve druhém kole, druhé minuty nastavení s pozdější vítězkou Číňankou Sian Tung-mej po udělené penalizaci na koku. Z oprav se probojovala do boje o třetí místo proti Kubánce Amarilis Savónové. Jejich vzájemný pasivní duel z před 12 let vzal za své ve třetí minutě zápasu, kdy se nechala strhnout technikou tomoe-nage na ippon. Obsadila dělené páté místo. V roce 2005 podstoupila plastiku křížového vazu v koleni. Sportovní kariéru ukončila v roce 2007.

## Výsledky
| Turnaj             | 1991            | 1992            | 1993            | 1994            | 1995            | 1996            | 1997           | 1998           | 1999           | 2000           | 2001           | 2002           | 2003           | 2004           | 2005           | 2006           |
| Turnaj             | 17              | 18              | 19              | 20              | 21              | 22              | 23             | 24             | 25             | 26             | 27             | 28             | 29             | 30             | 31             | 32             |
| Turnaj             | superlehká váha | superlehká váha | superlehká váha | superlehká váha | superlehká váha | superlehká váha | pololehká váha | pololehká váha | pololehká váha | pololehká váha | pololehká váha | pololehká váha | pololehká váha | pololehká váha | pololehká váha | pololehká váha |
| ------------------ | --------------- | --------------- | --------------- | --------------- | --------------- | --------------- | -------------- | -------------- | -------------- | -------------- | -------------- | -------------- | -------------- | -------------- | -------------- | -------------- |
| Olympijské hry     |                 | 5.              |                 |                 |                 | 5.              |                |                |                | 7.             |                |                |                | 5.             |                |                |
| Mistrovství světa  | úč.             |                 | úč.             |                 | úč.             |                 | úč.            |                | 5.             |                | 5.             |                | úč.            |                | —              |                |
| Africké hry        | ?               |                 |                 |                 | ?               |                 |                |                | 1.             |                |                |                | ?              |                |                |                |
| Mistrovství Afriky |                 | ?               | ?               | ?               |                 | 1.              | 1.             | —              |                | 1.             | 1.             | —              |                | 1.             | —              | 1.             |
| MS juniorů         |                 | 3.              |                 |                 |                 |                 |                |                |                |                |                |                |                |                |                |                |